# Juscorps
Juscorps – miejscowość i gmina we Francji, w regionie Nowa Akwitania, w departamencie Deux-Sèvres.
Według danych na rok 1990 gminę zamieszkiwało 249 osób, a gęstość zaludnienia wynosiła 38 osób/km² (wśród 1467 gmin regionu Poitou-Charentes Juscorps plasuje się na 757. miejscu pod względem liczby ludności, natomiast pod względem powierzchni na miejscu 1008.).